# 薩格勒布城市博物館

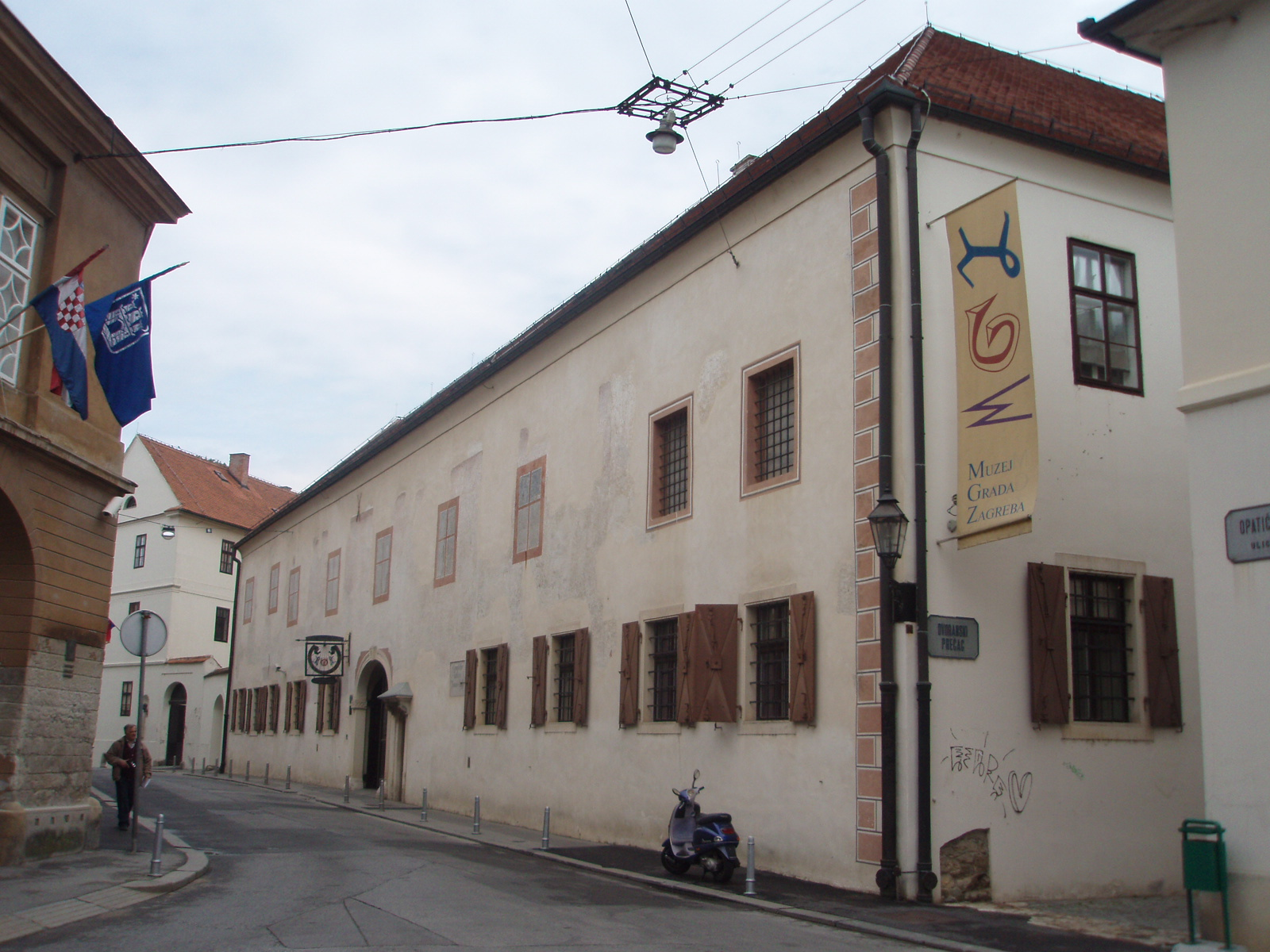
薩格勒布城市博物館

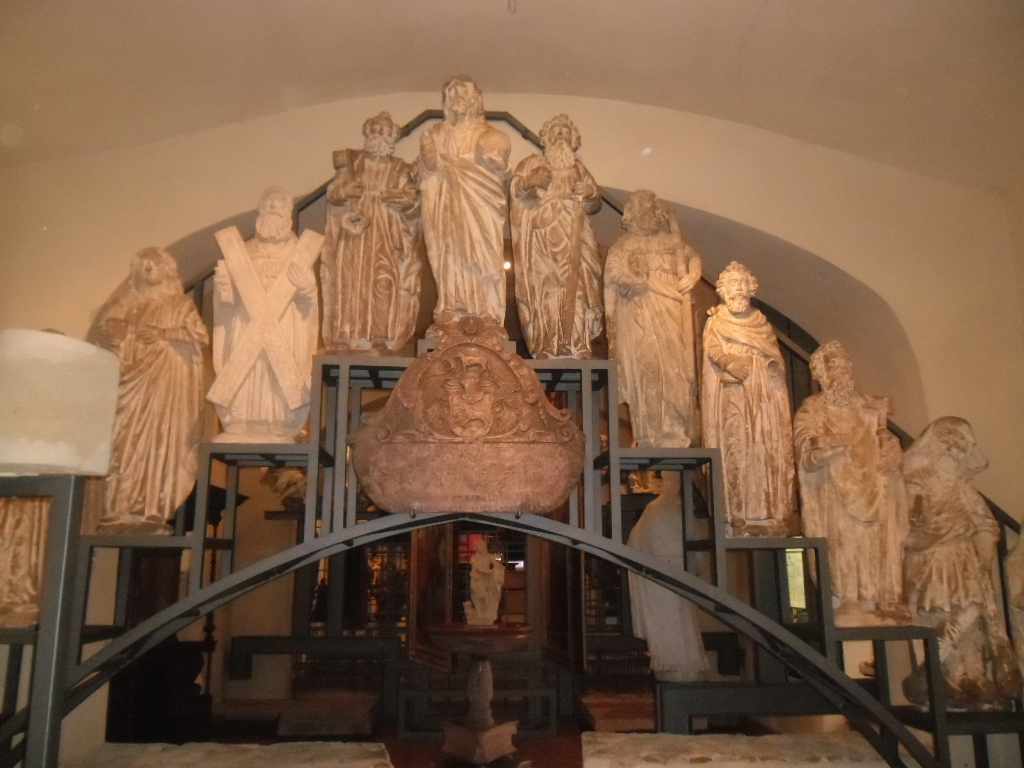
博物館收藏的基督教聖人雕像

薩格勒布城市博物館是克羅埃西亞首都薩格勒布的一家博物館。

## 历史
創建於1907年。薩格勒布城市博物館位於一座修道院建築群內，展示有關薩格勒布文化、藝術、經濟、政治史等方面的藏品。

## 外部連結
- 官方网站  （克羅埃西亞文） （英文）

45°49′6″N 15°58′30″E / 45.81833°N 15.97500°E